# 담화 표지
담화 표지란 대화에서 특정한 역할을 해주는 것을 말한다. 담화 표지에는 직접 말을 함으로써 특정한 역할을 드러내는 언어적 담화 표지와 몸짓, 표정, 손짓, 억양 및 어조 등 말이 아닌 것으로 역할을 드러내는 언어 외적 담화 표지가 있다. 대개 집중, 내용 구별, 내용 정리, 기억 등에 도움을 준다. 담화 표지의 역할으로는 내용의 예고, 강조, 요약, 예시, 열거 등이 있다.

## 예
제가 학생회장이 된다면
(손가락으로 하나를 표시하며)
첫째 , ~~
(손가락으로 둘을 표시하며)
둘째 , ~~
또~~
이처럼~~